# Títulos do Avaí Futebol Clube
Esta é uma lista de títulos do Avaí Futebol Clube. Apresenta uma relação de conquistas no futebol, principal modalidade praticada pelo clube, incluindo a categoria profissional, divisões de base e futebol feminino..
Também constam os principais títulos obtidos em outros esportes, como futebol de salão, futebol society, futebol de areia, basquetebol, hipismo e ciclismo.

## Futebol

### Competições oficiais
| Competição         | Competição                                | Núm.              | Temporada |
| Títulos Nacionais  | Títulos Nacionais                         | Títulos Nacionais | Títulos Nacionais |
| ------------------ | ----------------------------------------- | ----------------- | --- |
|                    | Campeonato Brasileiro - Série C           | 1                 | 1998 |
| Títulos Estaduais  |                                           |                   | |
|                    | Campeonato Catarinense                    | 19                | 1924, 1926, 1927, 1928, 1930, 1942, 1943, 1944, 1945, 1973, 1975, 1988, 1997, 2009, 2010, 2012, 2019, 2021 e 2025       |
| Santa Catarina     | Copa Santa Catarina                       | 1                 | 1995 |
| Santa Catarina     | Campeonato Catarinense da Segunda Divisão | 1                 | 1994 |
| Santa Catarina     | Taça Governador do Estado                 | 2                 | 1983 e 1985 |
| Santa Catarina     | Torneio Início do Campeonato Catarinense  | 3                 | 1925, 1926 e 1936 |
| Títulos Municipais |                                           |                   | |
| Florianópolis      | Campeonato Citadino de Florianópolis      | 20                | 1924, 1926, 1927, 1928, 1930, 1933, 1938, 1940, 1942, 1943, 1944, 1945, 1949, 1951, 1952, 1953, 1958, 1960, 1963 e 1995 |
| Florianópolis      | Torneio Início de Florianópolis           | 13                | 1925, 1926, 1933, 1936, 1938, 1942, 1943, 1944, 1946, 1955, 1958, 1960 e 1963                                           |

### Torneios internacionais
- Torneio Triangular Internacional: 1975[2]

### Torneios interestaduais
- Torneio Integração Paraná-Santa Catarina: 1972
- Torneio Ivo Reis Montenegro: 1975

### Torneios estaduais
- Torneio Quadrangular: 1951
- Torneio Osni Melo: 1957
- Torneio Miranda Ramos: 1958
- Taça "Zé Macaco": 1961
- Torneio Walter Lange: 1961
- Taça ACESC: 1967
- Taça Câmara Municipal de Florianópolis: 1974
- Torneio Incentivo: 1975
- Torneio Domingos Machado de Lima: 1975
- Torneio de Verão: 1977
- Taça Aldo Almeida: 1984
- Taça Hélio Salles Brum: 1997
- Taça ACESC: 1998
- Taça Rádio Eldorado 50 anos: 1998
- Taça Polícia Militar (Segundo Turno do Catarinense): 2010
- Taça Atlético Nacional de Medellín: 2017

| Avaí Futebol Clube              | Avaí Futebol Clube      |
| Torneio                         | Melhor Colocação        |
| ------------------------------- | ----------------------- |
| Copa Sul-Americana              | Quartas de Final (2010) |
| Copa do Brasil                  | Semifinal (2011)        |
| Campeonato Brasileiro - Série A | 6° (2009)               |
| Campeonato Brasileiro - Série B | 2° (2016)               |
| Campeonato Brasileiro - Série C | 1° (1998)               |

### Honoríficos
- Troféu Gustavo Kuerten (Melhor equipe do ano): 2008
- Top of Mind (Time de futebol de Santa Catarina): 2009[3]

### Master
- 6ª Copa Master Torcedor: 2007
- Copa Sul Master: 2019

### Juniores
- Campeonato Brasileiro Sub-20 - Série B: 1 vez — 2025
- Campeonato Catarinense: 9 vezes — 1981, 2001, 2003, 2005, 2008 e 2014, 2017, 2019, 2021
- Campeonato Catarinense Segunda Divisão: 1994
- Campeonato Municipal de Aspirantes: 2 vezes — 1951 e 1959
- Copa Sul Sub-19: 2019
- Taça Brasil (Presidente Prudente) Sub-19: 2017

### Juvenil
- Taça Saudades: 2007
- Campeonato Catarinense: 2003, 2012 e 2014
- Campeonato Municipal Juvenil: 1998, 1999, 2011, 2013, 2014, 2017
- Taça Governador do Estado de Futebol Sub-17: 2002
- Avaí International Cup Sub-16: 2012
- Copa Cidade das Flores Juvenil : 2013
- Copa Nacional BH Juvenil: 2017
- Ibercup Série Prata Sub-17: 2020

### Infantil
- Campeonato Catarinense: 7 Vezes — 1999, 2011, 2012, 2013, 2015, 2017, 2019
- Campeonato Municipal Infantil: 2000, 2011, 2012, 2013, 2015, 2016, 2017, 2018, 2019
- Campeonato Estadual (fase litoral): 2011, 2012, 2013
- Copa Teutônia Infantil: 2013
- Taça Saudades Infantil 2013, 2015
- Brasileirinho Sub-14: 2019

### Sub-15
- Copa Brasil de Futebol Infantil: 2019, 2020
- Torneio Nacional Ilha da Magia de Futebol Sub-15: 2016
- Copa Floripa Brasil de Futebol de Campo: 2013
- Copa WOA Avaí: 2013

### Sub-13
- Copa Imperatriz: 2013
- Copa Floripa Brasil de Futebol de Campo: 2013
- Copa Independência de Rondônia: 2013

### Sub-11
- Copa WOA Avaí: 2013
- Copa Floripa Brasil de Futebol de Campo: 2013
- Copa Independência de Rondônia: 2013

### Futebol feminino
- Copa Avaí de Futebol Feminino: 2008
- Campeão Estadual (Avaí/Kindermann): 2019

## Esportes olímpicos

### Basquete
- Campeão Metropolitano (infantil)
- Campeão Metropolitano (infanto-juvenil)
- Campeão Metropolitano (juvenil)
- Campeão Metropolitano (adulto)
- Campeão da Copa Nordeste de Basquete (infantil)
- Campeão Estadual de basquete (infanto-juvenil)[4]
- Olimpíada Estudantil de Santa Catarina (Olesc) (Regional) - 2013
- Campeonato Estadual Sub-19 - 2013
- Jogos Escolares de Santa Catarina (JESC) Sub-17 - 2013

### Ciclismo
- Campeã Geral por equipe da Volta de São Paulo de Ciclismo - 2008
- Campeão de Montanha, Atleta Marcelo Moser - 2008[5]
- Campeão Geral da 6º Volta Ciclística Internacional de Gravataí, Atleta Ramiro Cabrera Gonzalez - 2008[6]
- Campeão da  Vuelta Internacional do Uruguay Sub-23 - 2009
- Campeão Brasileiro de Contra-Relógio individual na categoria ELITE, atleta Rodrigo do Nascimento - 2009[7]

### Hipismo
- Campeão Brasileiro por Equipe (feminino)
- Campeão Brasileiro Categoria 1,10m (feminino).

## Outros esportes

### Futebol de areia
- Campeonato Catarinense de Beach Soccer - 2011-12

### Futebol de salão
Masculino (Adulto)
- Campeonato Catarinense da 1ª Divisão - 2010[8]

Masculino (Sub-15)
- II Copa Pieri Sport de Futsal - 2008

Masculino (Sub-14)
- I Copa Unimed de Futsal Sub-14 - 2007

Masculino (Sub-13)
- Campeonato Catarinense de Futsal Sub-13 - 2008
- II Copa Pieri Sport de Futsal - 2008

Masculino (Sub-12)
- I Copa Unimed de Futsal Sub-12 - 2007
- Copa Sul-Brasileira de Futsal Sub-12 - 2013

Masculino (Sub-11)
- 11ª Supercopa Internacional de Futsal Sub-11 - 2013
- Campeonato Catarinense de Futsal Sub-11 - 2013

Masculino (Sub-10)
- Copa Sul Brasileira de Futsal Sub-10 - 2013

### Futebol society
- 2º Torneio de Futebol da ACI (Associação Catarinense de Imprensa) - 2009[9]
- Floripa Cup - 2013
- Copa dos Campeões (Estadual) - 2013
- Série A da CBN Diário Floripa Cup (Estadual) - 2013
- Copa Avaí 90 anos (Estadual) - 2013